# Nicola Zagame
Nicola Maree Zagame (Sydney, 11 agosto 1990) è una pallanuotista australiana.

## Palmarès
- Giochi olimpici

Londra 2012: bronzo.
- Mondiali

Barcellona 2013: argento.
- Coppa del mondo

Christchurch 2010: argento.